# Anaphyllum
Anaphyllum, biljni rod iz porodice kozlačevki smješten u potporodicu Lasioideae. Postoje dvije vrste rasprostranjene po Indijskom potkontinentu i Lakadivima.

## Vrste
1. Anaphyllum beddomei Engl.
2. Anaphyllum wightii Schott